# House of Lords
- Labour: 213
- Plaid: 2
- Greens: 2
- LibDem: 77
- Crossb.: 182
- Sonst.: 39
- Unabh.: 1
- Speaker: 1
- Bischöfe: 24
- Cons.: 279
- UUP: 3
- DUP: 6

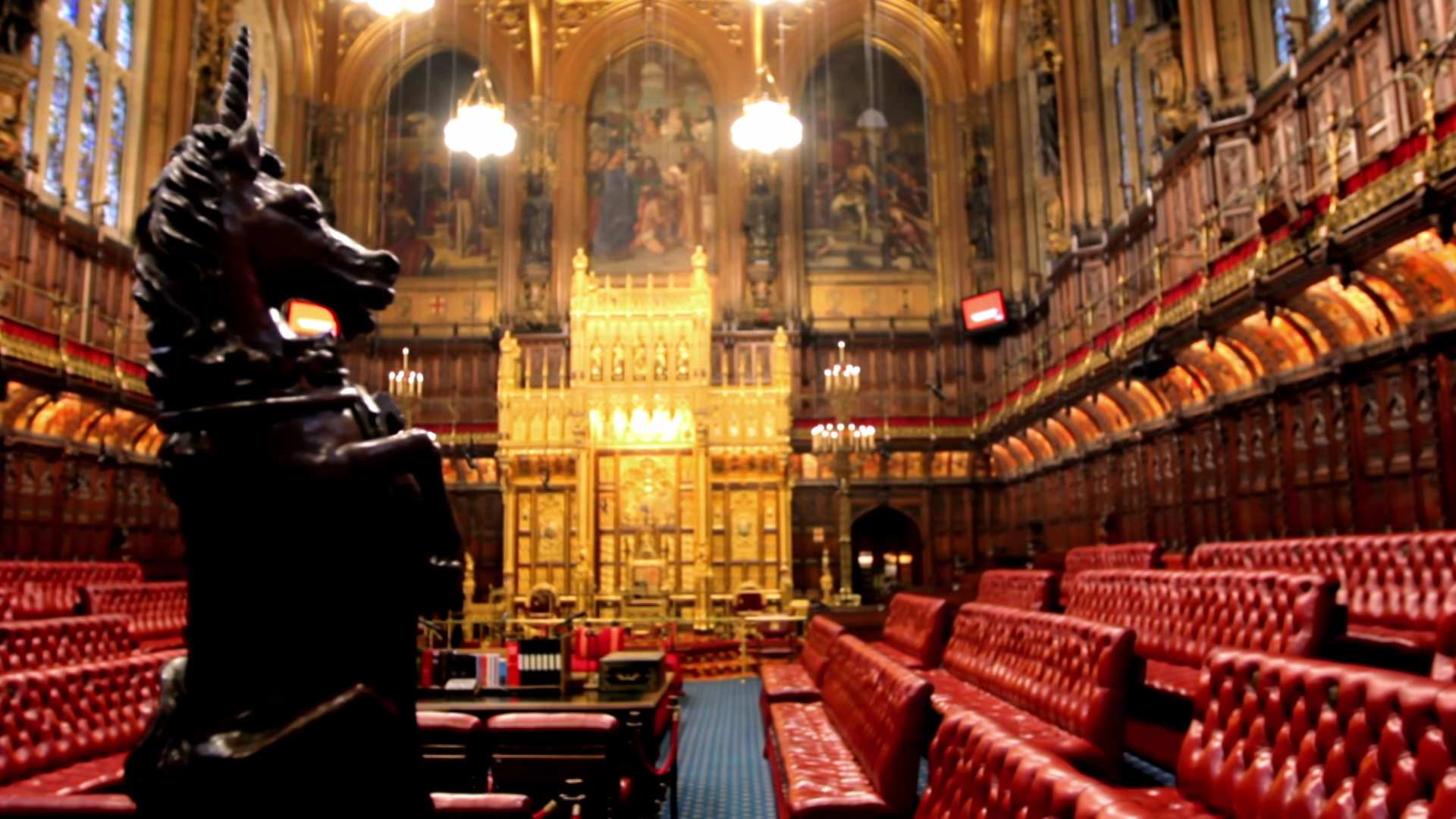
House of Lords Chamber

Das House of Lords (auch House of Peers, deutsch Herrenhaus) ist das Oberhaus des britischen Parlaments. Während es einst die mächtigste Parlamentskammer war und auch judikative Aufgaben besaß, hat es heute insbesondere eine beratende Funktion und kann Gesetze lediglich aufschieben, jedoch nicht mehr verhindern.
Das House of Lords besteht aus zwei Mitgliederklassen: Den geistlichen Lords (Lords Spiritual), welche ursprünglich die Mehrheit der Mitglieder stellten (seit 1847 maximal 26), und den weltlichen Lords (Lords Temporal), wobei letztere wiederum seit 1958 unterteilt sind in den Erbadel (Hereditary Peers; seit 1999 maximal 92) und Adlige auf Lebenszeit (Life Peers). Heutzutage besteht die große Mehrheit der derzeit 834 Mitglieder des Oberhauses (Stand Juli 2025) aus Life Peers – zumeist ehemalige hochrangige Politiker, welche in den Adelsstand erhoben wurden.
Das House of Lords bildete sich im 14. Jahrhundert heraus und besteht seitdem beinahe ununterbrochen; der heutige Name wurde jedoch nicht vor 1544 verwendet. Es wurde 1649 durch die Revolutionsregierung abgeschafft, die während des Englischen Bürgerkriegs an die Macht kam, jedoch 1660 wieder eingerichtet. Seit dem 19. Jahrhundert wurde es, insbesondere mit dem Parliament Act von 1911, schrittweise entmachtet.
Der volle Titel des House of Lords ist: „Die sehr ehrenwerten geistlichen und weltlichen Lords des Vereinigten Königreichs von Großbritannien und Nordirland, im Parlament versammelt“ (The Right Honourable The Lords Spiritual and Temporal of the United Kingdom of Great Britain and Northern Ireland in Parliament Assembled). Das House of Lords tritt wie das House of Commons im Palace of Westminster in London zusammen.

## Geschichte

### Mittelalter und frühe Neuzeit
Das Parlament entwickelte sich im Mittelalter aus dem Rat, der den König beriet. Dieser Kronrat bestand aus Klerikern, Adligen und Vertretern der Grafschaften (Counties). Später kamen auch die Vertreter der Städte und Landstädte (Boroughs) hinzu. Als erstes Parlament wird häufig das Modellparlament angesehen, das 1295 zusammentrat. Es umfasste Erzbischöfe, Bischöfe, Äbte, Grafen, Barone und Vertreter der Grafschaften und Boroughs. Die Macht des Parlaments nahm langsam zu und änderte sich in Zeiten, in denen die Macht der Krone erstarkte oder abnahm. Zum Beispiel war während der Herrschaft von König Eduard II. 1307 bis 1327 der Adel die mächtigste Instanz im Reich, die Krone war schwach und die Vertreter der Grafschaften und Städte gänzlich machtlos. Im Jahr 1322 wurde die Autorität des Parlaments zum ersten Mal nicht durch Gewohnheit oder eine königliche Charta anerkannt, sondern durch ein vom Parlament selbst verabschiedetes Statut, das Rechtsgültigkeit beanspruchte. Weitere Entwicklungen ergaben sich während der Herrschaft Eduards III., des Nachfolgers von Eduard II. Zu dieser Zeit teilte sich das Parlament zum ersten Mal klar in zwei Kammern auf: das House of Commons, in dem die Vertreter der Grafschaften und Städte saßen, und das House of Lords mit den obersten Klerikern und Adligen. Die Autorität des Parlaments wuchs weiter, und zu Beginn des 15. Jahrhunderts übten beide Kammern eine nie zuvor gekannte Macht aus. Die Lords waren weit mächtiger als das Unterhaus, was von dem großen Einfluss der Aristokraten und Prälaten im Königreich herrührte.

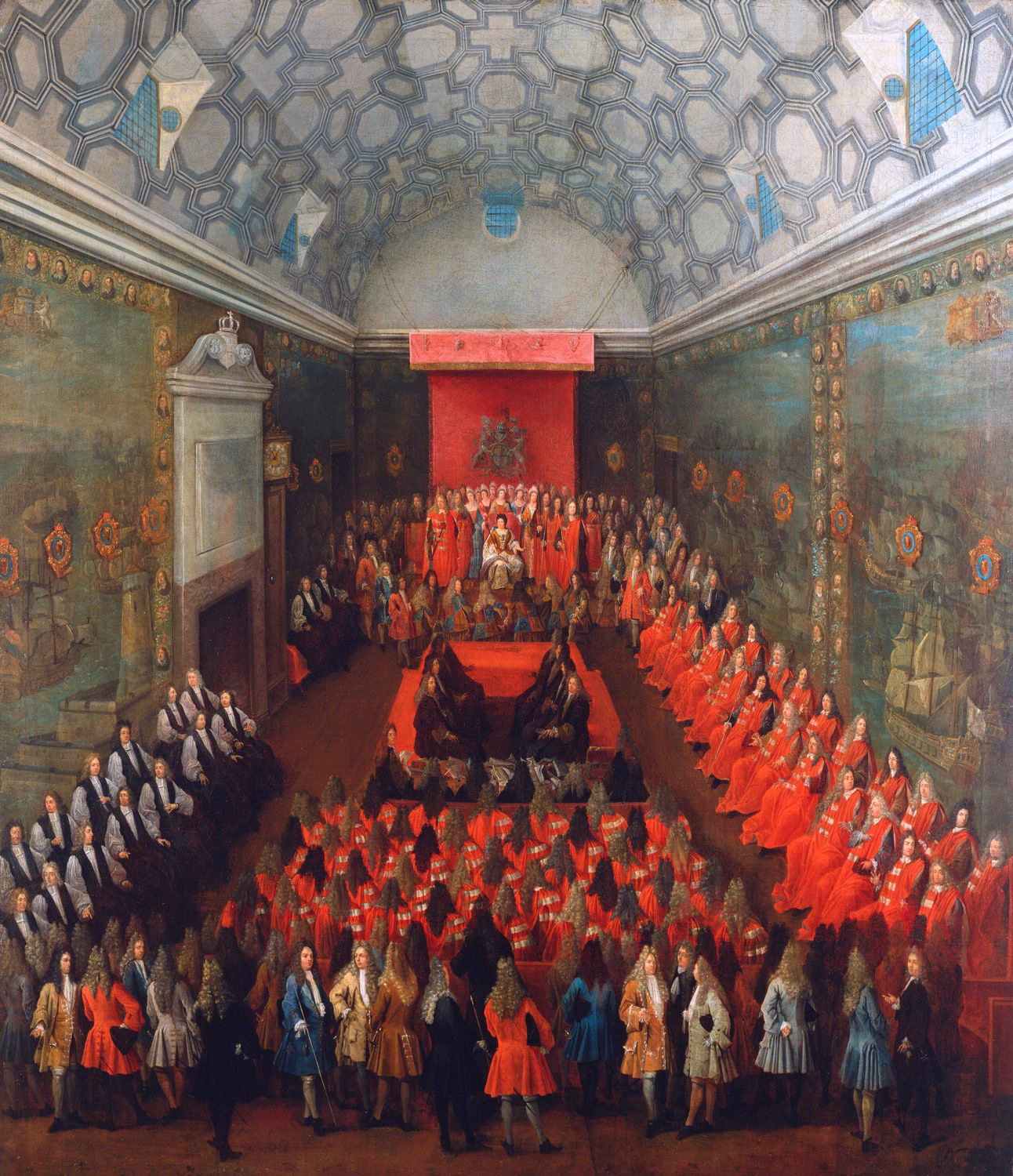
Königin Anne hält eine Thronrede vor dem House of Lords, ca. 1708–14

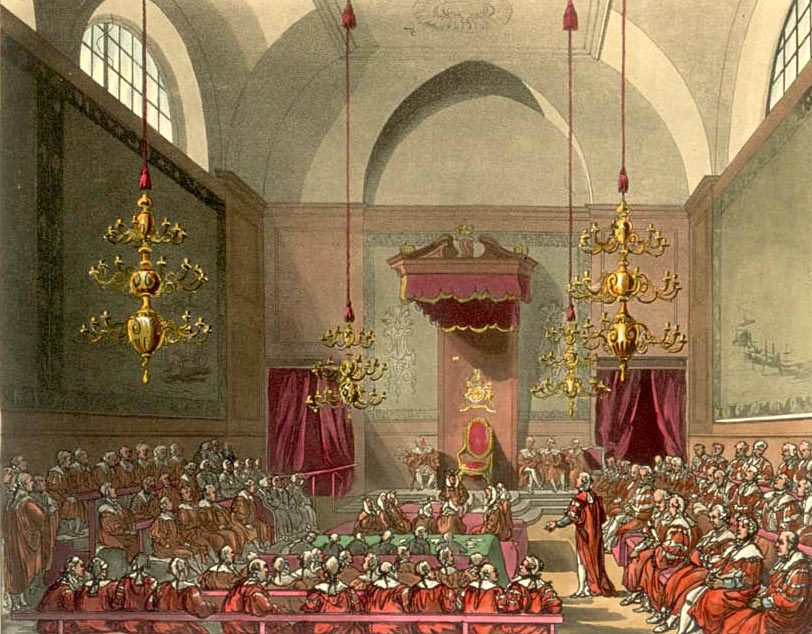
Die Lords Chamber, der Ratssaal des House of Lords im Palace of Westminster, im Jahre 1811

Die Macht des Adels erfuhr einen gravierenden Einschnitt während der Erbfolgekriege des späten 15. Jahrhunderts, die als Rosenkriege in die Geschichte eingingen. Der größte Teil des Adels kam entweder auf den Schlachtfeldern ums Leben oder wurde wegen seiner Beteiligung am Thronfolgekrieg hingerichtet. Viele adlige Besitztümer fielen an die Krone. Auch ging die Zeit des Feudalismus zu Ende, und die lehnherrlichen Armeen, die von den Baronen kontrolliert wurden, verloren an Bedeutung. Deshalb konnte die Krone leicht die absolute Vorherrschaft im Königreich zurückgewinnen. Die Vormachtstellung der Monarchen wuchs während der Herrschaftszeiten der Tudor-Monarchen im 16. Jahrhundert noch weiter. Die größte Machtfülle erreichte die Krone während der Herrschaft von Heinrich VIII. (1509–1547).
Das House of Lords blieb mächtiger als das House of Commons, doch das Unterhaus konnte seinen Einfluss steigern. Es erreichte im Verhältnis zum House of Lords den Zenit seiner Macht in der Mitte des 17. Jahrhunderts. Die Konflikte zwischen dem König und dem Parlament, und hier vor allem mit dem House of Commons, führten schließlich zum Englischen Bürgerkrieg während der 1640er Jahre. Im Jahr 1649 wurde nach der Niederlage und Hinrichtung von König Karl I. eine Republik ausgerufen, das Commonwealth of England. Doch in Wirklichkeit stand die Nation unter einer Diktatur von Oliver Cromwell. Das House of Lords verkam zu einem weitgehend machtlosen Organ. Die Regierung wurde von Cromwell und seinen Unterstützern im House of Commons kontrolliert. Am 19. März 1649 wurde das House of Lords durch eine Parlamentsakte abgeschafft, in der unter anderem stand: „Das [House of] Commons von England [befindet] aufgrund zu langer Erfahrung, dass das House of Lords nutzlos und gefährlich für das Volk von England ist.“ Daraufhin trat das House of Lords bis zum Konventionsparlament 1660 nicht mehr zusammen, bei dem die Monarchie wieder eingeführt wurde. Es erhielt seine frühere Position als die mächtigere Kammer des Parlaments zurück. Diese Stellung behielt es bis zum 19. Jahrhundert.
Das 19. Jahrhundert brachte mehrere Veränderungen für das House of Lords. Die Zahl der Mitglieder des Oberhauses, das einst ein Organ mit lediglich 50 Mitgliedern gewesen war, war durch die Großzügigkeit Georgs III. und seiner Nachfolger bei der Einrichtung von Adelstiteln stark angewachsen. Der individuelle Einfluss eines Parlamentslords war dementsprechend verringert worden. Darüber hinaus war die Macht des Oberhauses im Vergleich zum Unterhaus geschwunden. Besonders beachtenswert bei der Herausbildung der führenden Stellung des House of Commons war die Reformgesetzkrise von 1832. Das Wahlsystem für das House of Commons war zu dieser Zeit noch nicht vollkommen demokratisch: nur ein Teil der Bevölkerung verfügte wegen gewisser Eigentumsvoraussetzungen über das Wahlrecht, und die Wahlbezirksgrenzen waren seit Jahrhunderten nicht mehr der tatsächlichen Bevölkerungsverteilung angepasst worden. Ganze Großstädte wie Manchester hatten nicht einen einzigen Vertreter im House of Commons, während die 11 Bewohner von Old Sarum sogar zwei Vertreter wählen durften. Vertreter kleiner Boroughs waren empfänglich für Bestechung und befanden sich häufig unter der Kontrolle eines örtlichen Patrons, dessen Kandidat garantiert immer die Wahl gewann. Einige Aristokraten waren auf diese Weise sogar die Patrone zahlreicher „Westentaschen-Boroughs“ (pocket boroughs). Auf diese Weise kontrollierten sie eine beträchtliche Zahl an Abgeordneten im House of Commons.

### Reformakte von 1832
Das House of Commons versuchte, diesen Anomalien im Jahr 1831 durch ein Reformgesetz abzuhelfen. Zunächst zeigte sich das House of Lords nicht willens, das Gesetz zu verabschieden. Es wurde jedoch gezwungen nachzugeben, als Premierminister Charles Grey, 2. Earl Grey dem König Wilhelm IV. riet, eine Vielzahl von neuen Mitgliedern in das Oberhaus zu berufen, die dem Gesetz positiv gegenüberstanden. Zunächst scheute der König vor dem Vorschlag, ging dann aber darauf ein. Bevor der König jedoch zur Tat schreiten konnte, verabschiedeten die Lords das Gesetz 1832. Die Lords, die der Reformakte ablehnend gegenüberstanden, gestanden ihre Niederlage ein und enthielten sich der Stimme, so dass das Gesetz verabschiedet werden konnte. Das Reformgesetz von 1832 entzog den in Bedeutungslosigkeit verfallenen Städten (rotten boroughs) das Wahlrecht, schuf gleichartige Wahlbedingungen in allen Städten, und verlieh Städten mit vielen Einwohnern eine angemessene Vertretung. Es bewahrte jedoch viele der Westentaschen-Boroughs. In den folgenden Jahren beanspruchte das House of Commons zunehmend Entscheidungsbefugnisse, während der Einfluss des House of Lords durch die Krise im Zuge des Reformgesetzes gelitten hatte. Auch hatte die Macht der Patrone in den Westentaschen-Boroughs abgenommen. Die Lords zögerten nun immer häufiger, Gesetze zu verwerfen, die im House of Commons mit großen Mehrheiten verabschiedet worden waren. Auch wurde es zu einer allgemein akzeptierten politischen Praxis, dass allein die Unterstützung des Unterhauses für ein Verbleiben des Premierministers im Amt genügte.

### Parlamentsakte von 1911

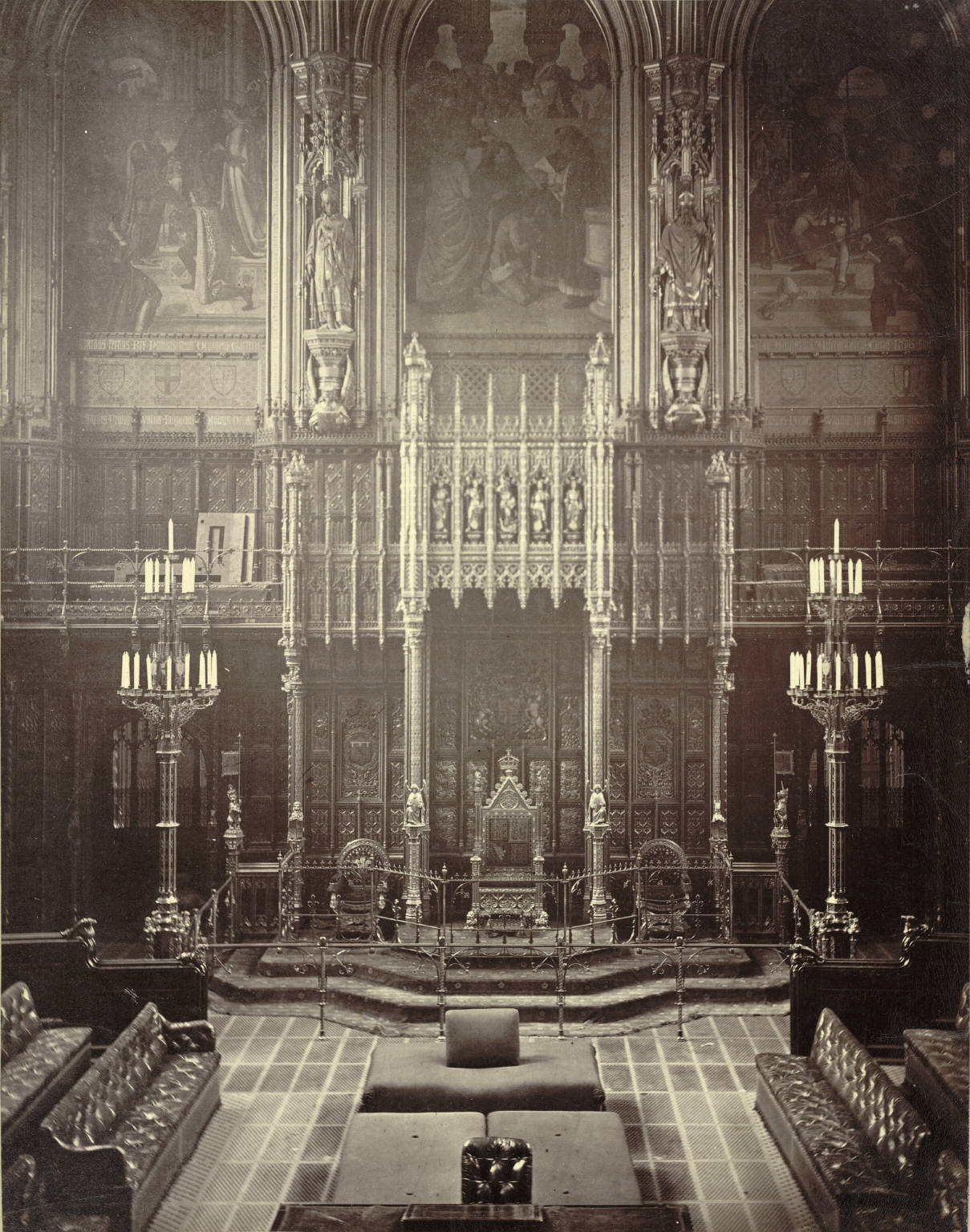
Thron in der Lords Chamber, von wo der Britische Monarch aus seine Rede zur Parlamentseröffnung hält

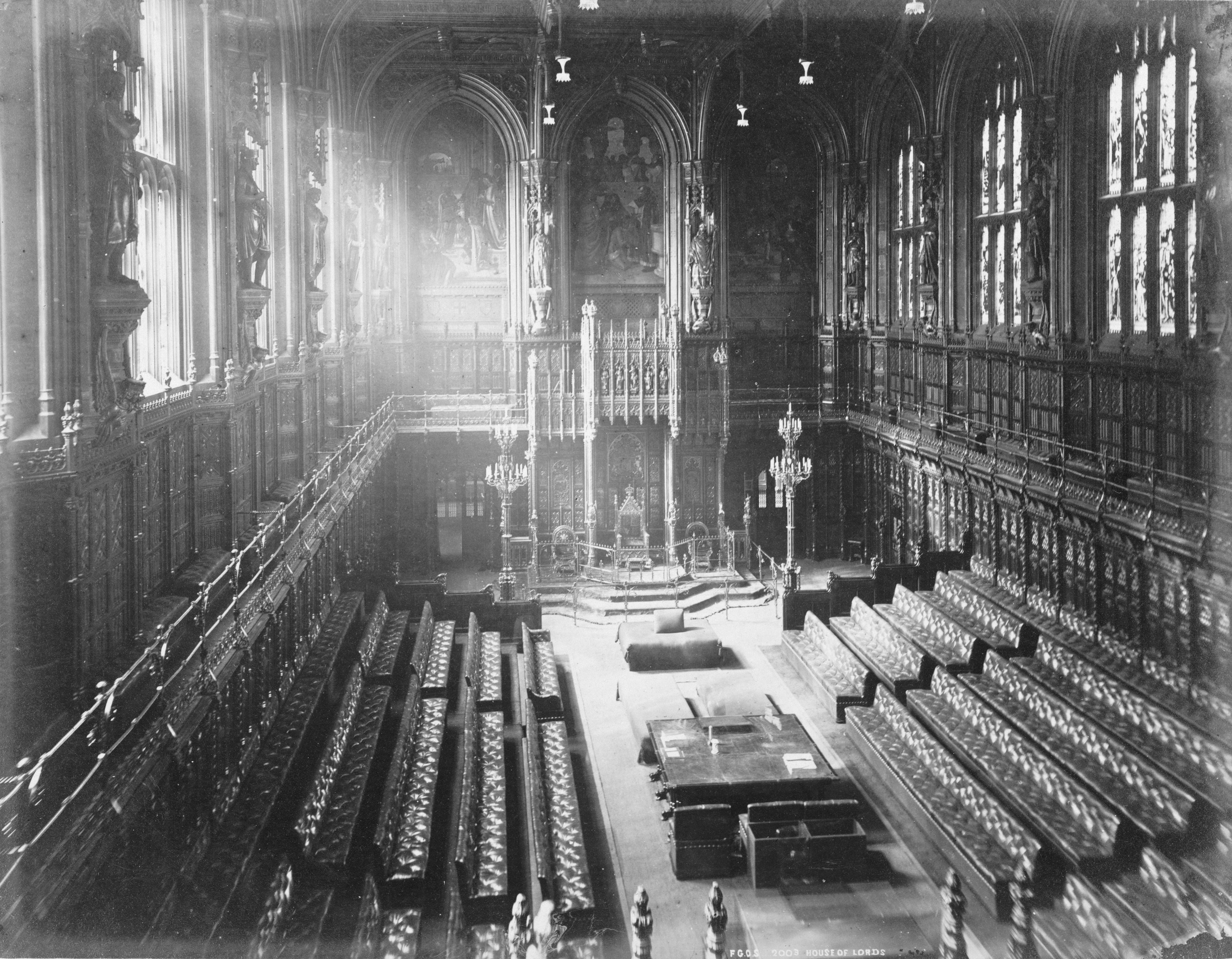
Die neue Lords Chamber (Aufnahme zwischen 1870 und 1885)

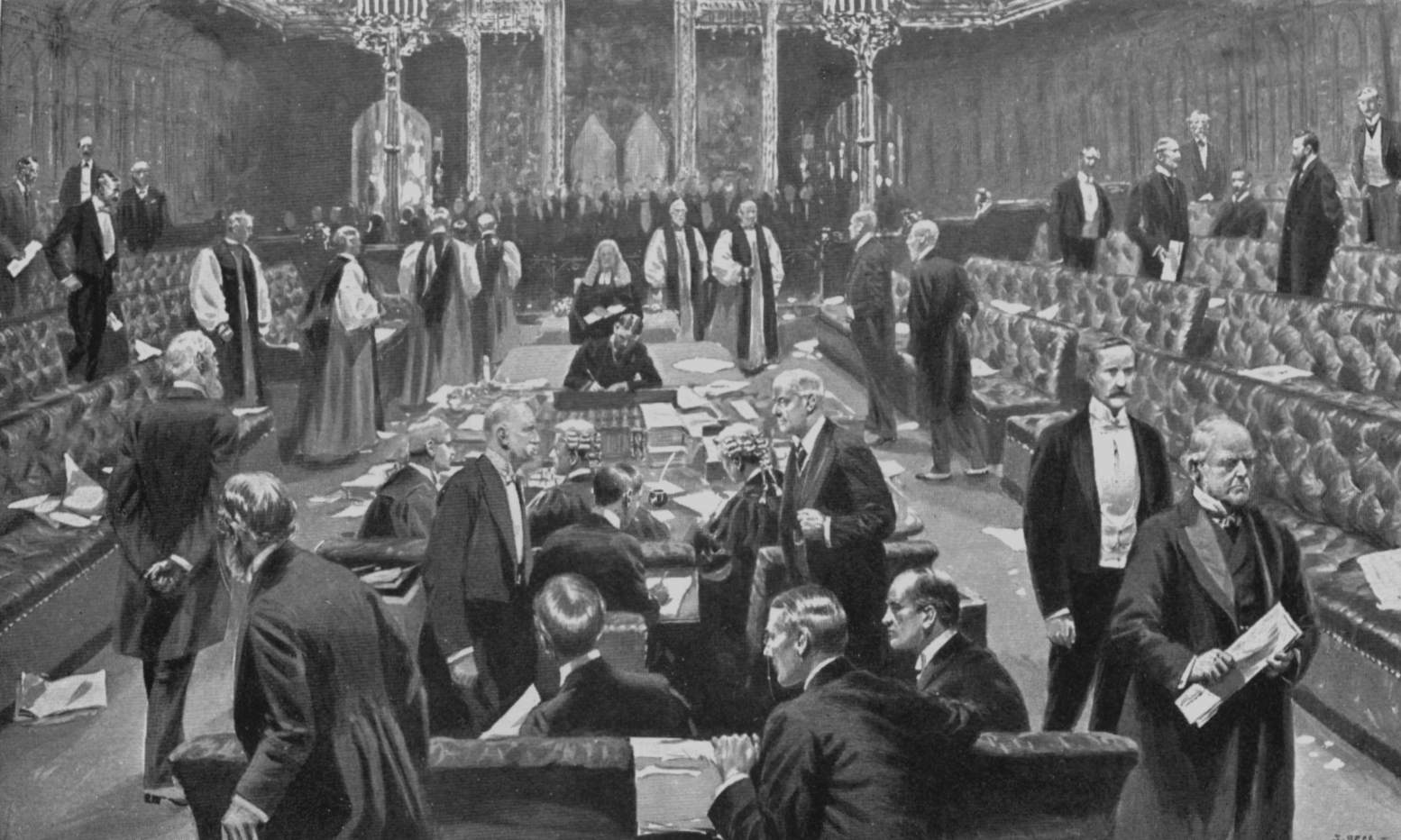
Abstimmung im House of Lords über den Parliament Act von 1911.

Der Status des House of Lords geriet im Jahr 1906 erneut in den Fokus, als die Lords – letztmals in der britischen Geschichte – ein Gesetz zu Fall brachten. Die im selben Jahr (1906) gewählte liberale Regierung unter der Führung Herbert Henry Asquith führte 1908 eine Reihe von Programmen zur sozialen Wohlfahrt ein. Zusammen mit dem kostspieligen Wettrüsten mit Deutschland zwang dies die Regierung dazu, durch Steuererhöhungen ihre Einnahmen zu erhöhen. Deshalb legte der Chancellor of the Exchequer (Finanzminister) David Lloyd George 1909 ein sogenanntes „Volksbudget“ vor, das höhere Steuern für vermögende Landbesitzer vorsah. Diese bei der Aristokratie unpopuläre Maßnahme wurde jedoch im vorwiegend konservativen House of Lords abgelehnt.
Im Wahlkampf für die Wahlen von 1910 machten die Liberalen die Befugnisse des House of Lords daher zu ihrem wichtigsten Wahlkampfthema und erreichten damit ihre Wiederwahl. Asquith schlug daraufhin vor, dass die Befugnisse des House of Lords sehr eingeschränkt werden sollten. Das Gesetzgebungsverfahren wurde kurzzeitig durch den Tod von König Eduard VII. unterbrochen, jedoch bald darauf unter Georg V. wieder aufgenommen. Nach weiteren Wahlen im Dezember 1910 konnte die Regierung Asquith in beiden Kammern ein Gesetz durchbringen, das eine massive Beschneidung der Befugnisse des House of Lords vorsah. Um den absehbaren Widerstand der Lords zu brechen, hatte man zu einer Drohung gegriffen: Der Premierminister schlug mit Zustimmung des Monarchen vor, dass das House of Lords mit der Schaffung von 500 neuen, liberalen Peers überflutet werden könnte, falls es die Verabschiedung des Gesetzes verweigern sollte. Dieser angedrohte Pairsschub war das gleiche politische Vehikel, das bereits die Verabschiedung der Reformakte von 1832 befördert hatte, und erzwang die Zustimmung der Lords zu ihrer faktischen Entmachtung. Der Parliament Act (Parlamentsakte) von 1911 trat bald darauf in Kraft und beseitigte die legislative Gleichrangigkeit der zwei Kammern des Parlaments. Dem House of Lords konnte fortan die meisten Gesetzgebungsakte für höchstens drei Parlamentssitzungen (maximal 2 Jahre) verzögern. Gesetze zur Regelung von Finanzfragen durfte es höchstens einen Monat lang verzögern. Die Parlamentsakte von 1911 war nicht als dauerhafte Lösung gedacht, vielmehr sollten in der Folgezeit weitergehende Maßnahmen getroffen werden. Keine der Parteien verfolgte diese Angelegenheit jedoch mit Eifer, und so blieb insbesondere die Mitgliedschaft im House of Lords weitgehend erblich. Mit der Parlamentsakte von 1949 wurde die aufschiebende Befugnis aber auf entweder 2 Parlamentssitzungen oder maximal ein Jahr weiter eingeschränkt. Mit der Verabschiedung des Parliament Act war das House of Commons der vorherrschende Zweig des Parlaments geworden, sowohl in der Theorie als auch in der Praxis.

### Life Peerages Act von 1958
Im Jahr 1958 wurde der vorwiegend erbliche Charakter des House of Lords durch den Life Peerages Act (Gesetz über den Adel auf Lebenszeit) abgeändert. Dieser gestattet die Schaffung von nichtvererbbaren Freiherrschaften (Baronies) auf Lebenszeit, ohne zahlenmäßige Obergrenzen. Unter der Labour-Regierung von Harold Wilson wurde im Jahr 1968 eine Reform versucht, wonach es den erblichen Peers weiterhin gestattet sein sollte, im House of Lords zu verbleiben und an den Debatten teilnehmen zu dürfen, jedoch kein Stimmrecht mehr zu haben. Diese Reform scheiterte aber im House of Commons an einer Kombination aus traditionalistischen Konservativen wie Enoch Powell und Labour-Abgeordneten, die sich für eine vollständige Abschaffung des House of Lords einsetzten. Als Michael Foot die Führung der Labour Party übernahm, wurde die Abschaffung des Oberhauses zu einem Teil des Parteiprogramms. Unter der Führung von Neil Kinnock wurde stattdessen dann eine Reform des Oberhauses vorgeschlagen. In der Zwischenzeit kam die Schaffung von erblichen Adelstiteln weitgehend zum Stillstand. Ausnahmen bildeten die Verleihungen von Adelstiteln an die Angehörigen der königlichen Familie sowie von drei Adelstiteln während der Regierungszeit der konservativen Regierung unter Margaret Thatcher in den 1980er Jahren. Die bislang letzte erbliche Baronetswürde wurde im Jahr 1991 an Denis Thatcher verliehen.

### House of Lords Act von 1999

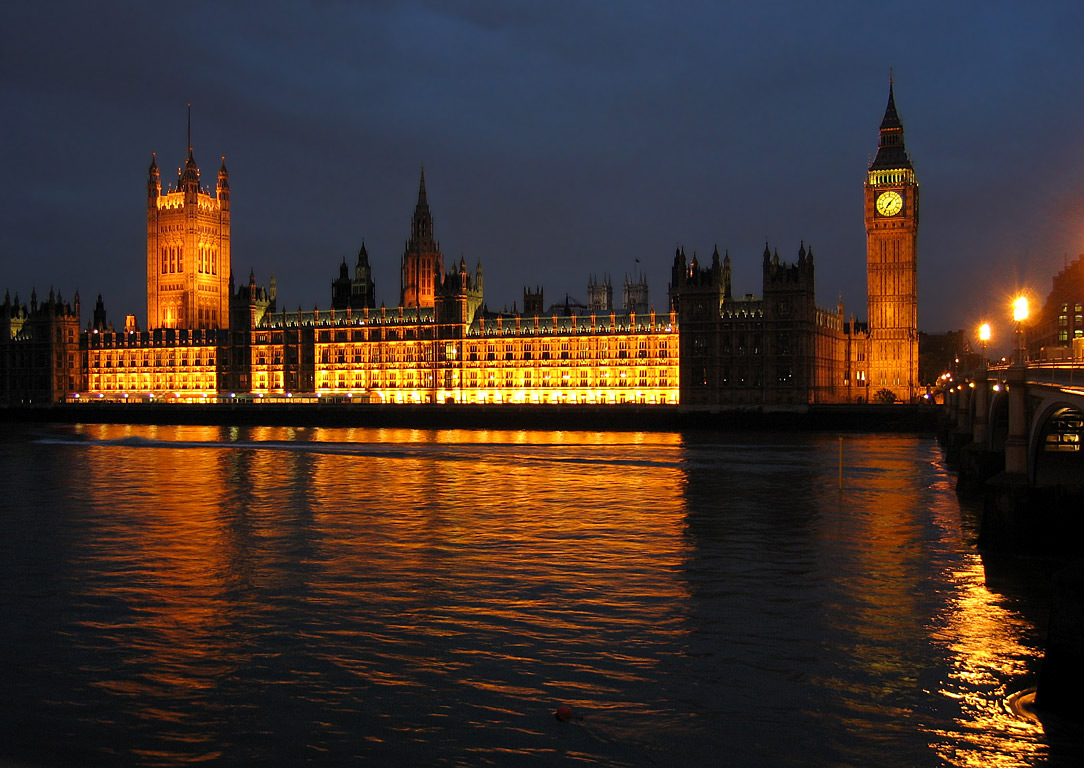
Das House of Lords befindet sich links unter dem Victoria-Tower des Palace of Westminster

Die Rückkehr von Labour in die Regierung im Jahr 1997 unter Tony Blair läutete eine neue Runde der Reformen für das House of Lords ein. Die Blair-Regierung stellte Gesetzesvorschläge vor, nach denen alle erblichen Lords aus dem Oberhaus ausscheiden sollten. Dies sollte ein erster Reformschritt sein. Als Teil eines Kompromisses stimmte die Regierung jedoch zu, dass 92 erbliche Peers bis zum Abschluss der Reformen im Oberhaus verbleiben durften. Die übrigen erblichen Peers schieden mit dem Inkrafttreten des House of Lords Act von 1999 aus. Bei der Abstimmung im Oberhaus enthielten sich die meisten Lords. Einzig der Earl of Burford protestierte lautstark und setzte sich aus Protest auf den seit dem 14. Jahrhundert dem Lordkanzler vorbehaltenen Woolsack.
Seitdem ist das Reformvorhaben allerdings ins Stocken geraten. Die Wakeham-Kommission schlug vor, dass 20 % der Lords aus Wahlen hervorgehen sollten. Dieser Plan wurde jedoch von vielen kritisiert. Es wurde 2001 ein gemeinsamer Parlamentsausschuss (Joint Committee) eingerichtet, um die Angelegenheit zu regeln, der jedoch zu keinem eindeutigen Ergebnis kam. Stattdessen stellte der Ausschuss dem Parlament sieben Optionen zur Auswahl vor. Nach diesen sollte das House of Lords gänzlich ernannt oder zu je 20 %, 40 %, 50 %, 60 %, 80 % oder sogar gänzlich gewählt werden. Nach einer verwirrenden Serie von Abstimmungen im Februar 2003 scheiterten alle diese Vorschläge, obwohl zur Annahme des Vorschlags einer Wahl zu 80 % nur drei Stimmen fehlten. Diejenigen Abgeordneten, die für eine vollständige Abschaffung waren, stimmten gegen alle Vorschläge. Ein anderer Vorschlag wurde von einer Gruppe Abgeordneter vorgeschlagen, die ein zu 70 % gewähltes Oberhaus befürworteten, während die verbleibenden Sitze von einer Kommission nach ihren persönlichen Fähigkeiten, Wissen und Erfahrungen ernannt werden sollten. Auch dieser Vorschlag konnte sich nicht durchsetzen. Damit werden neue Peers nur durch Ernennung ins Haus geschaffen.

### Reformversuche im 21. Jahrhundert
Ziel der 1998 von der Labour-Regierung unter Tony Blair begonnenen Reformen war langfristig die Abschaffung des House of Lords in seiner traditionellen Form. An seine Stelle sollte eine demokratischer legitimierte zweite Kammer des Parlaments treten.
Eine erste Abstimmung fand am 5. Februar 2003 statt. Dabei lehnte das Unterhaus alle zur Auswahl stehenden Reformvorschläge, die von einem vollständig aus ernannten Mitgliedern bis zu einem vollständig aus gewählten Mitgliedern bestehenden Oberhaus reichten, ab. Auch eine komplette Abschaffung des Oberhauses wurde mit großer Mehrheit abgelehnt.
Im März 2007 gab es eine erneute Debatte und folgende Abstimmungen in beiden Häusern des Parlaments zur Reform des Oberhauses. Das Unterhaus stimmte am 7. März 2007 über mehrere Reformmöglichkeiten ab. Zu Auswahl standen die vollständige Abschaffung des Oberhauses, oder ein zu 0, 20, 40, 50, 60, 80 oder 100 Prozent aus gewählten Mitgliedern bestehendes Oberhaus. Nur die letzten beiden Varianten erhielten eine mehrheitliche Zustimmung, die höchste Zustimmung fand ein vollständig gewähltes Oberhaus. Premierminister Blair hatte sich für ein zur Hälfte gewähltes Oberhaus ausgesprochen. Das Oberhaus selbst lehnte das Votum des Unterhauses ab und votierte am 14. März 2007 mit großer Mehrheit für ein weiterhin vollständig aus ernannten Mitgliedern bestehendes künftiges Oberhaus.
Am 1. November 2014 erklärte der damalige Parteivorsitzende der Labour Party Ed Miliband, dass seine Partei im Falle eines Wahlsieges bei den Unterhauswahlen 2015 das House of Lords in seiner jetzigen Form abschaffen und durch einen gewählten Senat ersetzen wolle. Dabei sollten die Senatoren von den englischen Regionen, Schottland, Wales und Nordirland gewählt werden, was der Zentralisierung des Landes entgegenwirken soll. Da die Wahl von 2015 jedoch zu einem Sieg der Konservativen Partei führte, ist auf absehbare Zeit nicht mit einer Umsetzung der Reformpläne der Labour Party zu rechnen.
Ein am 16. August 2015 unter dem Titel House of Lords: Fact versus Fiction veröffentlichter Bericht der Electoral Reform Society kritisierte, dass das House of Lords keinesfalls eine Versammlung von Experten, sondern vielmehr eine von Berufspolitikern sei. Es sei eine „schockierend unzeitgemäße und unrepräsentative Institution“ (“… a shockingly out of date and unrepresentative institution”). Ein Drittel seiner Mitglieder seien ehemalige Politiker, mehr als die Hälfte seien über 70 Jahre alt und nahezu die Hälfte habe ihren Wohnsitz in London oder im Südosten Englands. Der Bericht rügte zudem, dass einige Lords Ausgaben für Leistungen, die sie nachweislich nicht erbracht hätten, geltend gemacht hätten.
2017 legte ein Ausschuss des Oberhauses eine Liste von Empfehlungen zu dessen Reform vor. Es soll verkleinert werden und das bislang lebenslange Mandat der Mitglieder auf 15 Jahre begrenzt werden. Seither ruht dieses Vorhaben.
Im September 2024 leitete die Labour-Regierung das Gesetzgebungsverfahren für eine Reform des Oberhauses ein. Die letzten Erbadeligen sollen ihre Sitze verlieren. Der Gesetzentwurf wurde vom früheren Führer des House of Lords, Lord Strathclyde, kritisiert. Er meinte, um die Größe des House of Lords zu reduzieren, sollten Peers, die nicht oft an Debatten teilnehmen, entfernt werden und nicht die erblichen Peers.

## Funktionen

### Als Teil der Legislative
Das House of Lords war einst mächtiger als das House of Commons, daher die Bezeichnung „Oberhaus“. Seit dem 19. Jahrhundert haben seine Befugnisse jedoch stetig abgenommen: Es ist nun mit weitaus weniger Befugnissen ausgestattet als das House of Commons, das heute in allen Fragen das letzte Wort hat. Seit den Parliament Acts von 1911 und 1949 kann das House of Lords das Inkrafttreten vieler Gesetze um höchstens zwölf Monate verzögern; es kann sie jedoch nicht mehr gänzlich scheitern lassen (aufschiebendes Veto). Die Anzahl dieser Vetos ist allerdings durch das Gewohnheitsrecht eingeschränkt. Zudem kann der wiederholte Gebrauch des Vetorechts durch das Unterhaus mit dem Parliament Act unterbunden werden. Überhaupt keinen Einfluss hat das House of Lords auf alle Gesetze zur Regelung von Finanzfragen (money bills), darunter auch auf den Staatshaushalt (Salisbury Convention). Mit dem Unterhaus gleichgestellt ist das Oberhaus allerdings dann, wenn ein Richter des Obersten Gerichtshofs des Vereinigten Königreichs abberufen werden soll, wozu ein übereinstimmender Beschluss beider Parlamentskammern nötig ist.
Die Hauptaufgabe des House of Lords besteht heutzutage darin, die vom House of Commons erlassenen Gesetze zu überprüfen und Stellungnahmen abzugeben. Es kann dazu auch Änderungen oder neue Gesetze vorschlagen. Als Argument für diese verbliebene Funktion wird angeführt, dass im House of Lords aufgrund der Ernennung auf Lebenszeit weniger tagespolitische Überlegungen eine Rolle spielen und es daher mit mehr Weitsicht agiert.

### Als Gericht (ehemalige Funktion)
Das House of Lords war traditionell nicht nur Teil der Legislative, sondern auch oberstes Appellationsgericht in Zivilsachen für das gesamte Vereinigte Königreich, in Strafsachen für England, Wales und Nordirland (Schottland hat ein eigenes oberstes Strafgericht). Die Identität des House of Lords als Parlamentskammer und zugleich Gericht war jedoch eher formal: Seit dem 19. Jahrhundert war es üblich, erfahrene Juristen allein zum Zweck, sie als Richter an das House of Lords zu befördern, zu Baronen zu ernennen. Dort wurden sie als Law Lords (offiziell: Lords of Appeal in Ordinary) bezeichnet und bildeten einen Ausschuss des House of Lords (Appellate Committee of the House of Lords), der sich anstelle des Plenums mit Revisionen befasste. Umgekehrt entwickelte sich die Gepflogenheit, dass die Law Lords ihre Mitgliedschaft im House of Lords in Bezug auf dessen politische Funktionen nicht ausübten, um ihre richterliche Unabhängigkeit zu wahren. In der Praxis waren die Funktionen des House of Lords als Gericht und als Parlament daher getrennt, auch wenn sie in der verfassungsrechtlichen Fiktion vom selben Organ ausgeübt wurden. Das letzte Mal, dass nicht juristisch gebildete Mitglieder des House of Lords an einem Revisionsverfahren mit abstimmten, war 1832.
Im Zuge der verschiedenen Verfassungsreformen unter New Labour wurde mit dem Constitutional Reform Act 2005 auch das Ende der Stellung des House of Lords als Gericht eingeleitet. Stattdessen wurde ein gesonderter Oberster Gerichtshof des Vereinigten Königreichs (Supreme Court of the United Kingdom) geschaffen, der die Rechtsprechungsfunktion des Oberhauses übernimmt. Er trat im Herbst 2009 erstmals zusammen. Die Law Lords wurden Mitglieder des neuen Supreme Court, der von einem Präsidenten (President of the Supreme Court of the United Kingdom) geleitet wird. Auf den Obersten Gerichtshof des Vereinigten Königreichs wurden die rechtsprechenden Funktionen des britischen Oberhauses (House of Lords) als oberstes Appellationsgericht übertragen. Der dafür bislang zuständige Berufungsausschuss des Oberhauses (House of Lords Appellate Committee) fiel im Gegenzug gänzlich weg, seit der Gerichtshof am 1. Oktober 2009 seine Arbeit aufnahm.
Das House of Lords war nicht die einzige Revisionsinstanz (court of last resort) im Vereinigten Königreich. In einigen Angelegenheiten fiel diese Rolle dem Geheimen Rat (Privy Council) zu.

## Zusammensetzung

### Geistliche Lords
Diejenigen Mitglieder des House of Lords, die ihren Sitz aufgrund ihres geistlichen Amts einnehmen, werden Geistliche Lords (Lords Spiritual) genannt. In früheren Zeiten verfügten die Lords Spiritual über die Mehrzahl der Sitze im House of Lords. Unter ihnen befanden sich die Erzbischöfe, Diözesanbischöfe, Äbte und Priore Englands. Nach der Auflösung der Klöster im Jahr 1539 verblieben von ihnen die Erzbischöfe und Bischöfe der Church of England im House of Lords. Im Jahr 1642 wurden während des Englischen Bürgerkriegs die Geistlichen Lords ganz aus dem Oberhaus ausgeschlossen. Sie kehrten jedoch aufgrund des Clergy Acts von 1661 wieder ins House of Lords zurück. Die Zahl der Geistlichen Lords wurde später durch die Akte über die Diözese von Manchester von 1847 und weiterer Akte abermals verringert. Heutzutage ist die Höchstzahl der Geistlichen Lords auf 26 festgelegt. Darunter sind immer die fünf bedeutendsten Prälaten der Kirche, namentlich der Erzbischof von Canterbury, der Erzbischof von York, der Bischof von London, der Bischof von Durham und der Bischof von Winchester. Die restlichen Mitglieder des House of Lords sind die 21 dienstältesten unter den übrigen Bischöfen der Church of England, wobei seit 2015 hierbei für 10 Jahre weibliche Bischöfe bevorzugt werden (vorher waren diese von dem Amt ausgeschlossen). Bis 2022 wurden auf diesem Wege fünf weibliche Geistliche Lords ernannt. Die Lords Spiritual haben ihren Sitz so lange, wie sie ihre kirchlichen Ämter innehaben; die weltlichen Lords verfügen über ihren Sitz hingegen lebenslang.
Die Church of Scotland wird durch keinen Geistlichen Lord vertreten. Als presbyterianische Institution verfügt sie nicht über Erzbischöfe oder Bischöfe. Die anglikanische Scottish Episcopal Church hat Bischöfe, war aber nie Staatskirche und ist daher auch nicht im Parlament vertreten. Die anglikanische Church of Ireland erhielt eine Vertretung im House of Lords nach der Union von Irland und Großbritannien im Jahr 1801; die in Irland wesentlich mitgliederstärkere römisch-katholische Kirche war dagegen nicht im Parlament vertreten. Dem House of Lords gehörten jeweils vier Kleriker der Church of Ireland an. Sie wechselten sich nach dem Ende einer Sitzungsperiode, die gewöhnlich ein Jahr dauerte, ab. Die Church of Ireland verlor aber 1871 ihren Rang als Staatskirche und wurde infolgedessen auch nicht mehr durch Geistliche Lords vertreten. Mit der Gründung einer eigenständigen Church in Wales verlor die anglikanische Kirche 1920 auch in Wales den Rang einer privilegierten Staatskirche (Established Church). Seither gibt es walisische Bischöfe im House of Lords ebenfalls nicht mehr. Die gegenwärtigen Geistlichen Lords vertreten deshalb nur die Church of England, die bis heute Staatskirche ist.

### Weltliche Lords
Seit der Auflösung der Klöster stellen die Weltlichen Lords (Lords Temporal) die zahlenmäßig größte Gruppe im House of Lords. Anders als die Geistlichen Lords dürfen sie öffentlich einer Partei angehören. Die öffentlich unparteiischen Lords werden Crossbencher („Wechselbänkler“) genannt. Ursprünglich gehörten die Weltlichen Lords allesamt dem Erbadel an. Ihre Titel waren entsprechend Duke, Marquess, Earl, Viscount, Baron oder Lord of Parliament und wurden von der britischen Krone verliehen. Seit dem Life Peerages Act 1958 gibt es aber auch zahlreiche Lords (mittlerweile die große Mehrheit aller Mitglieder), die ihren Titel und damit ihren Sitz im Oberhaus nur ad personam tragen und folglich nicht vererben können (Life Peers).

#### Hereditary Peers
Der House of Lords Act 1999 legt fest, dass nur noch 92 Mitglieder aufgrund ihres Adelstitels im House of Lords sitzen dürfen (Hereditary Peers). Zwei davon sind der Earl Marshal und der Lord Great Chamberlain, weil diese erbliche Ämter mit Bezug zum Parlament ausüben (Great Officers of State). Die übrigen 90 Plätze wurden 1999 vom House of Lords gewählt. Aufgrund der damaligen politischen Mehrheitsverhältnisse wurde festgelegt, dass davon 15 vom gesamten Oberhaus (inklusive Life Peers) gewählt werden sollten, sowie 75 nur von jenen Erb-Peers, die einer bestimmten Partei angehören (42 für die Conservative Party, 3 für die Liberal Democrats, 2 für Labour und 28 Crossbencher). Diese Mehrheitsverhältnisse sind (trotz veränderter politischer Landschaft) bis heute gleich geblieben, sodass auch Nachrücker weiterhin entsprechend dieser Formel gewählt werden.
Die Nachkommen der mehreren Hundert dadurch anschließend aus dem House of Lords ausgeschiedenen Erb-Peers behalten jedoch ihre Adelstitel und heißen weiterhin Lords; sie können aber seither nur noch durch die Ernennung als Life Peer oder durch die Nachwahl für einen ausgeschiedenen Hereditary Peer in das House of Lords einziehen. Erbliche Peers, die sich besonders politisch ausgezeichnet hatten, und insbesondere alle, die selbst als erste ihre erbliche Peerswürde erlangt hatten, erhielten damals allerdings formell eine Life Peerage, um dennoch im Oberhaus verbleiben zu können. Diese Praxis stieß insbesondere im Falle des Earl of Snowdon, der seine Peerswürde nicht als Politiker, sondern auf Grund seiner Einheirat ins Königshaus erhalten hatte, auf Kritik.
Scheidet ein Hereditary Peer als Mitglied im House of Lords aus (in der Regel, indem er stirbt), wird dessen Posten entsprechend des oben genannten Verfahrens unter allen britischen Lords (also allen Dukes, Marquesses, Earls, Viscounts, Barons und Lords of Parliament) nachgewählt. Das heißt, dass (außer für den Earl Marshal und den Lord Great Chamberlain) nicht der Sitz im Parlament selbst erblich ist, sondern lediglich die passive Wahlberechtigung als Hereditary Peer. Die Wahl findet nach dem Instant-Runoff-Voting-Verfahren statt. Sofern der verstorbene Peer vom ganzen Oberhaus hinzugewählt wurde, so findet dies Verfahren (wie oben beschrieben) auch bei seinem Nachfolger Anwendung. Falls ein erblicher Peer von einer bestimmten Partei bestimmt worden war, wird auch sein Nachfolger durch eine Wahl der dieser Partei angehörigen gewählten erblichen Peers bestimmt.
Es gibt viele Beispiele in der Geschichte, in denen es einigen Peers verwehrt wurde, im Oberhaus zu sitzen. Als sich Schottland mit England 1707 zu Großbritannien zusammenschloss, wurde festgelegt, dass die schottischen erblichen Peers nur 16 aus ihren Reihen gewählte Vertreter (Representative Peers) in das Oberhaus entsenden durften. Die Amtszeit eines solchen Representative Peers dauerte bis zu den nächsten Wahlen. Eine ähnliche Vorkehrung trat im Hinblick auf Irland in Kraft, als dieses Königreich 1801 in Großbritannien eingegliedert wurde. Die irischen Peers durften 28 Vertreter wählen, deren Amtszeit lebenslang dauerte. Die Wahlen für die irischen Vertreter endeten 1922, als der größte Teil Irlands die Unabhängigkeit erlangte. Die Wahlen der schottischen Vertreter endeten mit der Verabschiedung des Peerage Act von 1963, demzufolge alle schottischen Peers Sitze im Oberhaus bekamen.
Am 7. März 2007 stimmte eine Mehrheit des Unterhauses für einen Antrag, der nur noch gewählte Mitglieder für das House of Lords vorsieht. Der Antrag wurde bislang nicht als Gesetz verabschiedet, könnte aber bei einer Parlamentsreform ohne Zustimmung des Oberhauses umgesetzt werden.

#### Life Peers
Die größte Gruppe der Weltlichen Lords und des gesamten Oberhauses bilden heute die Life Peers. Dies sind ernannte Adlige auf Lebenszeit im Rang eines Baronen, deren Titel nicht erblich ist. Die Life Peers verfügen im Gegensatz zu zahlreichen erblichen Lords also (zumeist) nicht über höhere Adelstitel.
Sie werden durch den Monarchen auf Vorschlag des Premierministers ernannt. Zumeist schlägt dieser renommierte Mitglieder der eigenen Partei vor, gewährt aber gelegentlich auch den anderen Parteien, insbesondere dem Oppositionsführer, einige Vorschläge, um das politische Kräfteverhältnis im House of Lords zu wahren. Weiterhin werden einige parteilich nicht gebundene Peers, deren Zahl der Premierminister bestimmt, auf Vorschlag eines unabhängigen Ernennungsausschusses (House of Lords Appointments Commission) vorgeschlagen. Die Anzahl der Life Peers ist nicht begrenzt.

#### Law Lords
Die Weltlichen Lords schlossen auch bis 2009 die Lordrichter des obersten Appellationsgerichts in Zivilsachen (Lords of Appeal in Ordinary) ein. Dies war eine Gruppe von Personen, die ins House of Lords ernannt wurden, so dass sie dessen rechtsprechende Befugnisse ausüben konnten. Diese auch Law Lords genannten Richter wurden zuerst nach dem Appellate Jurisdiction Act von 1876 ernannt. Sie wurden durch den Premierminister ausgewählt und daraufhin durch den Monarchen formell ernannt. Ein Lordrichter musste im Alter von 70 Jahren in den Ruhestand gehen. Auf Wunsch der Regierung konnte das Pensionsalter auf 75 Jahre ausgedehnt werden. Mit Erreichen dieses Alters durfte der Lordrichter nicht mehr an Verfahren teilnehmen. Die Zahl der aktiven Lordrichter war auf zwölf beschränkt, konnte jedoch durch ein Statut geändert werden. Die Lordrichter beteiligten sich traditionsgemäß nicht an den politischen Debatten, um die Unparteilichkeit ihres Richteramtes sowie die Gewaltenteilung zu wahren. Die Lordrichter behielten ihre Oberhaussitze auf Lebenszeit, auch nachdem sie in den Ruhestand getreten waren. Frühere Lordrichter und Amtsinhaber anderer hoher Justizämter konnten ebenfalls als Lordrichter an Verfahren teilnehmen. In der Praxis wurde dieses Recht nur selten wahrgenommen. Nach dem Inkrafttreten der Constitutional Reform Act von 2005 wurden die Lordrichter zu Richtern am Obersten Gericht des Vereinigten Königreichs. Sie sitzen seit 2009 nicht mehr im House of Lords, wobei die bis dahin ernannten ihre Peerswürde behielten.

### Kritik an der Zusammensetzung
Im Dezember 2022 beschloss die Labour Party die Zusammensetzung des House of Lords im Falle einer Regierungsübernahme grundlegend ändern zu wollen.
Das House of Lords soll durch eine gewählte Parlamentskammer ersetzt werden, die einen „wirklich starken Auftrag haben solle“. Das Konzept zur Verfassungsreform wurde vom früheren Premierminister Gordon Brown entworfen.

## Persönliche Voraussetzungen der Mitglieder

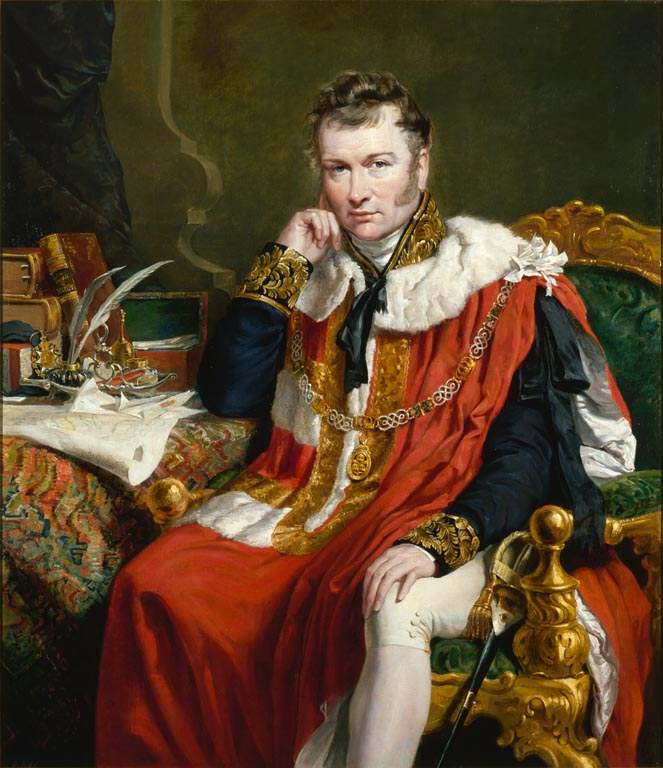
Charles Stuart, 1. Baron Stuart de Rothesay in den rot-weißen Roben eines Mitgliedes des House of Lords (Gemälde von George Hayter, 1830)

Ein Mitglied des Oberhauses muss das 21. Lebensjahr vollendet haben und ein Bürger des Vereinigten Königreichs, eines britischen Überseegebiets oder eines anderen Commonwealth-Staates sein. Diese Einschränkungen wurden durch das britische Staatsbürgerschaftsgesetz (British Nationality Act) festgeschrieben. Vorher galten noch engere Voraussetzungen: Nach dem Act of Settlement von 1701 durften nur diejenigen im Oberhaus sitzen, die bereits mit ihrer Geburt britische Staatsbürger geworden waren. Peers werden aus dem House of Lords ausgeschlossen, wenn sie Einschränkungen aus persönlichem Bankrott (Bankruptcy Restrictions Order) unterliegen. Dies trifft für Mitglieder aus England und Wales zu. Nordirische Peers werden ausgeschlossen, wenn sie für zahlungsunfähig erklärt wurden, und schottische, sofern ihr Vermögen der Zwangsvollstreckung unterliegt. Peers, die des Hochverrats für schuldig befunden worden sind, dürfen bis zur vollen Verbüßung der Strafe nicht im House of Lords sitzen, oder bis sie von der Krone voll begnadigt worden sind. Eine Haftstrafe für ein anderes Vergehen oder Verbrechen führt nicht automatisch zum Ausschluss aus dem House of Lords.
Für die Lordrichter galten weitere Voraussetzungen: Zum Lordrichter konnte nur ernannt werden, wer zuvor mindestens zwei Jahre ein anderes hohes Richteramt bekleidet oder fünfzehn Jahre als Anwalt praktiziert hatte. Als hohes Richteramt galt hierbei die Tätigkeit am Court of Appeal (Appellationsgericht) von England und Wales, dem Inner House of the Court of Session in Schottland oder dem Court of Appeal in Nordirland. Die Befugnisse der vormaligen Lordrichter sind auf die Richter am neugegründeten Supreme Court of the United Kingdom übergegangen.
Frauen war es früher verwehrt, im House of Lords zu sitzen, selbst wenn sie ihren Adelstitel als Peer aus eigenem Recht hielten. Erst 1958 wurden Frauen im House of Lords zugelassen. Der in jenem Jahr verabschiedete Life Peerages Act gestattete den weiblichen Adeligen auf Lebenszeit, ihre Sitze im Oberhaus einzunehmen. Erbliche Peeresses blieben bis zur Verabschiedung des Peerage Act von 1963 ausgeschlossen. Seit der Verabschiedung des House of Lords Act von 1999 sind erbliche Peeresses weiterhin wählbar für das Oberhaus.

## Ämter

### Lord Chancellor

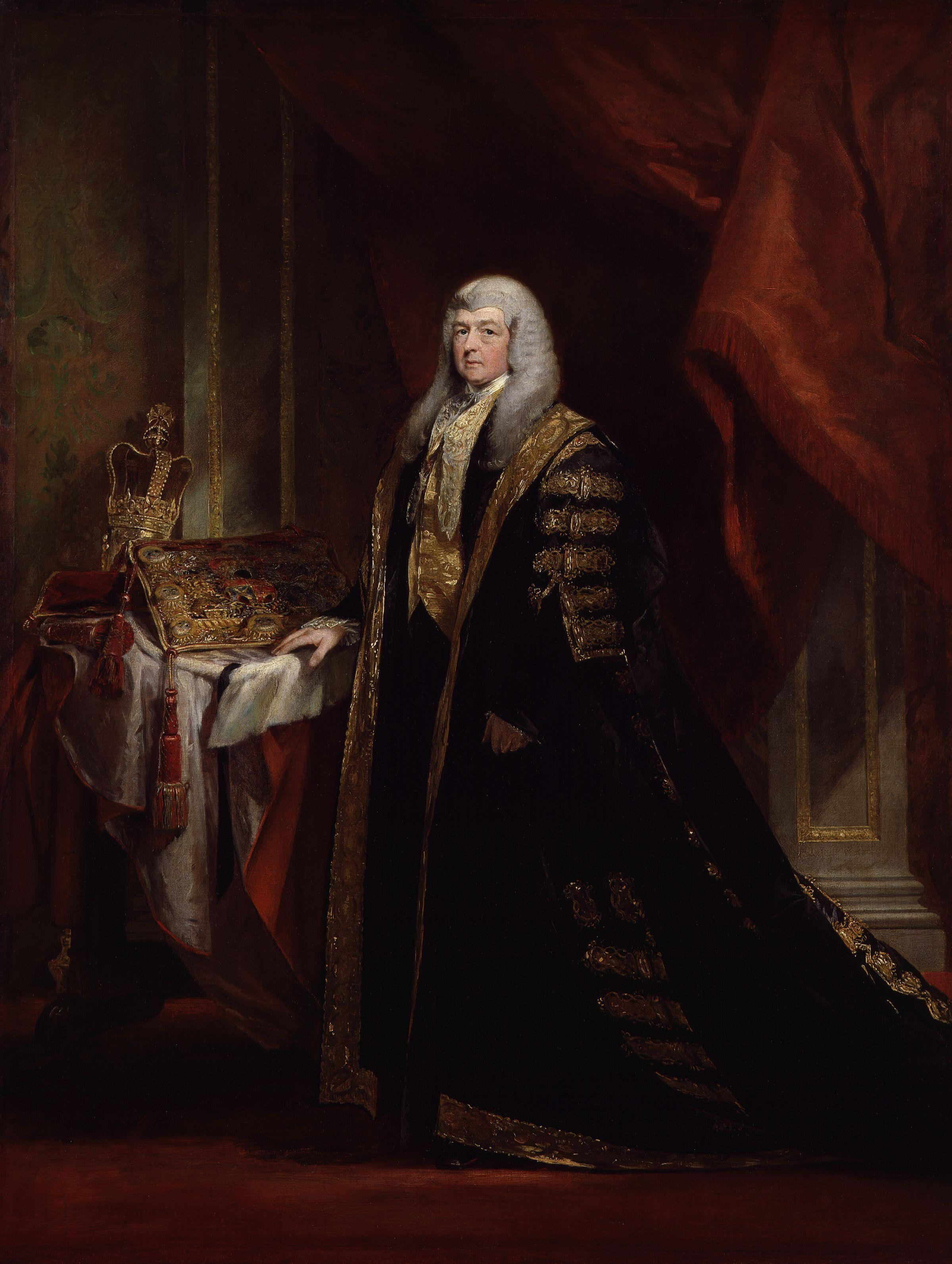
Charles Pepys, der 1. Earl von Cottenham als Lord Chancellor. Der Lord Chancellor trug schwarz-goldene Roben als Vorsitzender des Hauses.

Anders als im House of Commons wählte das House of Lords seinen Parlamentssprecher bis 2006 nicht selbst. Stattdessen war von Amts wegen der Lordkanzler (Lord Chancellor) der Vorsitzende, als letzter Lord Falconer of Thoroton. Der Lordkanzler war nicht nur der Sprecher des House of Lords, sondern auch ein Mitglied des Kabinetts. Sein Ressort nannte sich Abteilung für Verfassungsangelegenheiten. Zusätzlich war der Lordkanzler das Oberhaupt der Justiz von England und Wales und der Präsident des Obersten Gerichtshofs von England und Wales. Damit war der Lordkanzler ein Teil aller drei staatlichen Gewalten: der Legislative, der Exekutive sowie der Judikative.
Der Lordkanzler konnte als Vorsitzender von einem seiner Gehilfen vertreten werden. Der Vorsitzende der Ausschüsse, der Erste Stellvertretende Vorsitzende der Ausschüsse und mehrere Stellvertretende Ausschussvorsitzende werden jeweils vom House of Lords gewählt. Der Gewohnheit nach ernannte die Krone jeden dieser Stellvertreter zusätzlich zu Stellvertretenden Sprechern des House of Lords. Es gab keine rechtliche Verpflichtung, dass der Lordkanzler oder seine Stellvertreter Mitglieder im House of Lords sein müssten, doch war dies bereits seit langem die Sitte.

### Lord Speaker

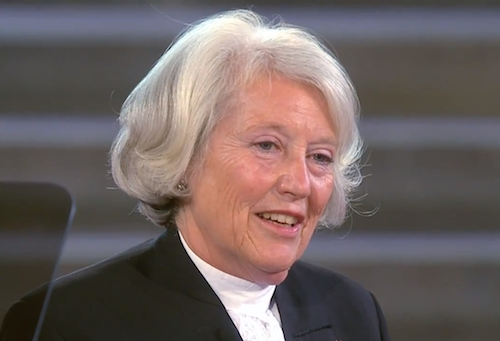
Baroness Hayman war die erste Inhaberin des Amts des Lord Speaker (2006–2011)

Der Lord Speaker ist der Parlamentssprecher. Im Juni 2003 erklärte die Regierung Blair ihre Absicht, das Amt des Lordkanzlers abzuschaffen, da in dessen Amt die verschiedenen Gewalten vermischt werden. Die Abschaffung wurde jedoch im House of Lords abgelehnt. Die im Jahr 2005 verabschiedete Verfassungsreformakte erhält das Amt des Lordkanzlers, wenn auch mit abgeänderten Aufgaben. Die Akte garantiert dem Amtsinhaber nicht länger, dass er der Vorsitzende des House of Lords ist. Stattdessen dürfen die Lords ihren eigenen Parlamentssprecher wählen. Helene Hayman, Baroness Hayman wurde am 4. Juli 2006 in das Amt des Lord Speakers gewählt. Vom 1. September 2011 an war Frances D’Souza, Baroness D’Souza Lord Speaker. Seit dem 1. Mai 2021 amtiert nunmehr John McFall, Baron McFall of Alcluith als Lord Speaker.

### Leader
Ein anderer Funktionsträger im Oberhaus ist der Führer (Leader) des House of Lords. Dies ist ein Peer, der vom Premierminister ausgewählt wurde. Der Führer des Oberhauses ist verantwortlich, die Regierungsgesetze durch das House of Lords zu steuern. Er ist ebenfalls ein Mitglied des Kabinetts. Der Führer berät auch das Oberhaus bei Verfahrensfragen, sofern dies erforderlich ist. Dieser Rat ist jedoch nicht bindend. Ein stellvertretender Oberhausführer wird ebenfalls vom Premierminister ernannt und übernimmt im Bedarfsfall die zuvor erwähnten Aufgaben.

### Clerk
Der Sekretär (Clerk) des Parlaments ist der Chefsekretär und ein Beamter des House of Lords. Er ist aber selbst kein Oberhausmitglied. Der Sekretär wird von der Krone berufen und berät den Vorsitzenden bei Verfahrensfragen, unterschreibt Anweisungen und offizielle Verlautbarungen, zeichnet Gesetze gegen und ist der Protokollführer für beide Kammern des Parlaments. Darüber hinaus ist der Sekretär des Parlaments für die Organisation von Nachwahlen der erblichen Peers verantwortlich, sofern dies notwendig wird. Die stellvertretenden Parlamentssekretäre werden vom Lordkanzler ausgewählt und nach Zustimmung des Oberhauses ernannt.

### Black Rod
Der Gentleman Usher of the Black Rod ist ebenfalls ein Beamter des Oberhauses. Die Amtsbezeichnung rührt vom Symbol seines Amtes her, einem schwarzen Stab. Er ist verantwortlich für zeremonielle Handlungen und ist für die Hausmeister des Parlaments verantwortlich. Auch kann er auf Aufforderung des House of Lords Störungen und Unruhe in der Kammer beseitigen. Er hält auch das Amt des Serjeant-at-Arms des Oberhauses und steht in dieser Funktion dem Lordkanzler zur Seite. Die Aufgaben des Gentleman Usher of the Black Rod können auch an den Yeoman Usher of the Black Rod oder den unterstützenden Serjeant-at-Arms delegiert werden.

## Ausschüsse
Das Parlament des Vereinigten Königreichs setzt zu verschiedenen Zwecken Ausschüsse ein. Ein gebräuchlicher Zweck ist die Überprüfung von Gesetzen. Ausschüsse aus beiden Parlamentskammern beschauen sich die Gesetze im Detail und können Änderungsvorschläge machen. Im House of Lords findet eine Überprüfung von Gesetzen häufig im Ausschuss des Gesamten Hauses (Committee of the Whole House) statt, dem alle Angehörigen des Oberhauses angehören. Dieser Ausschuss tritt in der Kammer der Lords zusammen und wird nicht vom Lord Speaker geleitet, sondern vom Vorsitzenden der Ausschüsse oder einem Stellvertretenden Vorsitzenden. In diesem Ausschuss gelten andere Verfahrensregeln als in normalen Oberhaussitzungen. So können die Lords zu jedem Antrag mehr als einmal das Wort ergreifen. Ähnlich dem Ausschuss des Gesamten Hauses sind die Großen Ausschüsse (Grand Committees). An diesen Ausschüssen kann jedes Mitglied teilnehmen. Ein solcher Großer Ausschuss tritt nicht in der Kammer der Lords zusammen, sondern in bestimmten Ausschussräumen. Es wird kein Hammelsprung (division) zur Stimmauszählung durchgeführt. Jeglicher Änderungsvorschlag an einem Gesetz muss in diesem Organ einstimmig verabschiedet werden. Deshalb werden in den Großen Ausschuss nur unstrittige Gesetze eingebracht.
Gesetze können auch in einen Ausschuss eines Öffentlichen Gesetzes (Public Bill Committee) eingebracht werden, der zwischen zwölf und sechzehn Mitglieder hat. Ein Ausschuss eines Öffentlichen Gesetzes wird speziell für ein bestimmtes Gesetz gebildet. Ein Gesetz kann auch an einen Besonderen Ausschuss eines Öffentlichen Gesetzes (Special Public Bill Committee) verwiesen werden. Dieser darf im Gegensatz zu ersterem Ausschuss auch Anhörungen durchführen und Beweise sammeln. Diese Art Ausschüsse werden noch seltener einberufen als der Ausschuss des Gesamten Hauses oder die Großen Ausschüsse.
Das House of Lords verfügt auch über mehrere Aufsichtsausschüsse (Select Committees). Die Mitglieder dieser Ausschüsse werden vom Oberhaus zu Beginn jeder Sitzungsperiode ernannt und dienen bis zum Anfang der nächsten. Das House of Lords kann auch einen Ausschussvorsitzenden ernennen. Wenn es diese Befugnis nicht wahrnimmt, kann der Vorsitzende der Ausschüsse oder einer seiner Stellvertreter die Sitzung leiten. Die meisten Aufsichtsausschüsse sind dauerhaft. Das House of Lords kann aber auch von Fall zu Fall Aufsichtsausschüsse einrichten. Diese beenden ihre Tätigkeit bei Erfüllung ihrer Aufgabe, zum Beispiel der Ausschuss für die Untersuchung der Reform des Oberhauses. Die vorrangige Funktion der Aufsichtsausschüsse ist es, die Tätigkeit der Regierung unter die Lupe zu nehmen und zu überwachen. Zur Erfüllung dieser Aufgabe dürfen sie Anhörungen durchführen und Beweise sammeln. Auch Gesetze können an die Aufsichtsausschüsse verwiesen werden, üblicherweise werden sie jedoch dem Ausschuss des Gesamten Hauses oder den Großen Ausschüssen vorgelegt.
Das Ausschusssystem des House of Lords schließt auch mehrere Ausschüsse für Oberhausangelegenheiten (Domestic Committees) ein, die die Verfahrensabläufe und die Verwaltung des Oberhauses beaufsichtigen. Ein solcher Ausschuss ist der Auswahlausschuss, der dafür zuständig ist, einzelne Mitglieder in die vielen anderen Oberhausausschüsse zu ernennen.